# Глория, Леда
Леда Глория, настоящее имя Леди Николетти Дата (30 августа 1908 года, Рим — 16 марта 1997 года, там же) — итальянская актриса театра и кино.

## Биография
Дебютировала очень молодой в нескольких немых фильмах, снятых в Риме в конце 1920-х годов, отказавшись от музыкальных занятий на арфе. В 1931 году произошла встреча с Блазетти, благодаря которой она снялась в фильме «Мать Земля» (ит.), с которого она начала долгую карьеру актрисы, снявшись более чем в семидесяти фильмах. Самый известный фильм с её участием — «Милионарии Неаполя» (1950) с Эдуардо Де Филиппо. Также её помнят за роль жены Пеппоне в серии фильмов о доне Камилло, с участием Джино Черви и Фернанделя. Вместе с Фернанделем она также снималась в фильме 1958 года «Закон есть закон», в котором также снимался Тото.
Активно участвовала в театральных работах как в труппе Джулио Донадио (ит.), так и в некоторых спектаклях театра ревю середины 1900-х годов. Умерла в Риме, когда ей было почти девяносто лет.
От отношений с высшим фашистским иерархом у неё родились две дочери — Атте и Илия (со слов Дорис Дюранти (ит.)).